# Rita Cox
Rita Marjorie Cox (nacida en 1928 o 1929) es una narradora, líder comunitaria y bibliotecaria jubilada que vive en Toronto, Ontario, Canadá. Como directora de la sucursal del vecindario de Parkdale en la Biblioteca Pública de Toronto, fue pionera en servicios que promovían el multiculturalismo y la alfabetización. Recibió la Orden de Canadá por su narración y su legado se extiende a su papel como líder en las comunidades negras y caribeñas. Una colección de biblioteca, un parque y una escuela (Dr. Rita Cox - Escuela pública Kina Minagok) llevan el nombre de Cox en Toronto.

## Primeros años de vida
Rita Marjorie Cox nació en la colonia inglesa de Trinidad y Tobago en 1928 o 1929. Su madre era maestra y le contó a Cox muchas historias. Cuando era niña, Cox estuvo inmersa en la narración oral en Trinidad.
Al recordar su infancia, Cox se ha descrito frecuentemente a sí misma como «una niña de biblioteca». A menudo se podía encontrar a Cox leyendo en su biblioteca local en Puerto España y aspiraba a trabajar en bibliotecas desde una edad temprana. Un amigo de su padre era el director de la biblioteca local. Comenzó como asistente de biblioteca alrededor de los 11 años, y trabajó allí hasta su adolescencia.
Para continuar con su educación y su incipiente carrera, Cox se mudó a los Estados Unidos antes de establecerse en Canadá. Entretanto, regresó a Trinidad. Llegó a Canadá el 3 de noviembre de 1960.

## Carrera como bibliotecaria

### Biblioteca Pública de Nueva York
Mientras Cox todavía vivía en Trinidad, la bibliotecaria y narradora Augusta Baker visitó la Biblioteca Pública de Nueva York para ayudar a montar una nueva biblioteca para niños. Impresionada por la narración de Cox, Baker la animó a estudiar en la ciudad de Nueva York. Durante su estancia, Baker visitó la casa de Cox y conoció a sus padres. Cox siguió el consejo y descartó sus planes de estudiar en el Reino Unido.
Mientras estudiaba en la Universidad de Columbia, Cox trabajó en el edificio insignia de la Biblioteca Pública de Nueva York en la calle 42 y la Quinta Avenida, donde fue asesorada por Augusta Baker. Cox representó cuentos para niños basados en su herencia trinitense, y conoció a muchas personas famosas y escritores que vinieron a investigar.

### Biblioteca Pública de Toronto
El interés por la literatura infantil llevó a Cox a unirse a la Boys and Girls House de la Biblioteca Pública de Toronto en 1960, que un amigo le había mencionado. Esa sucursal se dedicaba a atender a los niños y fue la primera de su tipo en la Mancomunidad de Naciones. También albergaba la colección Osborne de libros infantiles antiguos, que era de interés para Cox. Recuerda que el personal de la Biblioteca Pública de Toronto le dio una cálida bienvenida e incluso la recogieron en el aeropuerto para ir al restaurante Fran. Al principio, Cox trabajó como bibliotecaria infantil, y se movía entre diferentes ubicaciones del sistema bibliotecario.

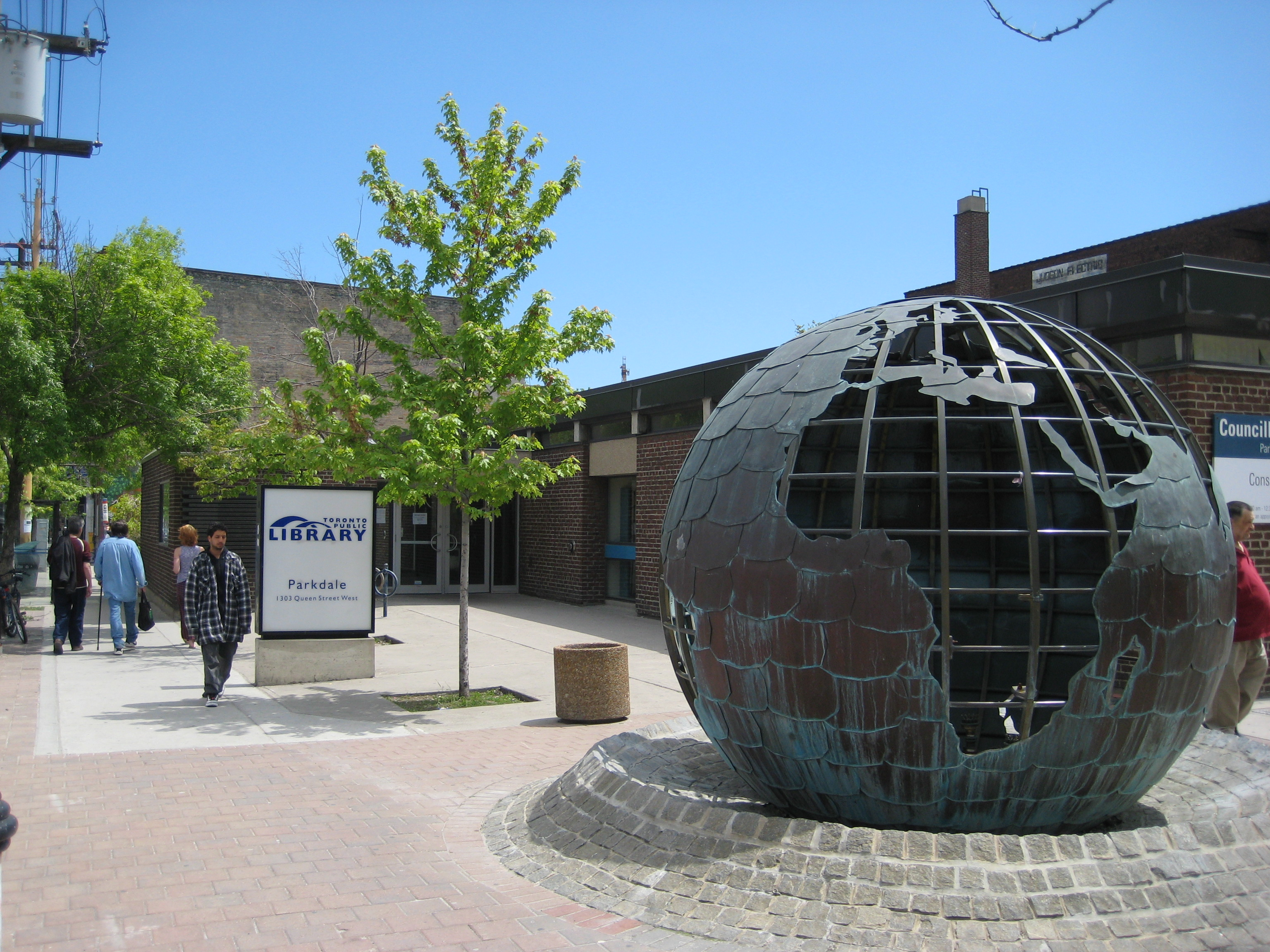
Sucursal en Parkdale de la Biblioteca Pública de Toronto, 2010.

En 1972, Cox aceptó un trabajo como bibliotecaria infantil en una sucursal del vecindario de Parkdale y poco después se convirtió en el director de la sucursal. Permaneció como jefa de la sucursal hasta su jubilación en 1995. Aquí inició programas y proyectos de alfabetización que promovían el multiculturalismo, incluida una colección dedicada al patrimonio caribeño. Otras iniciativas notables incluyeron: celebraciones anuales del Mes de la Historia Afroestadounidense; celebraciones de un mes de duración para grupos étnicos, denominadas Festival Internacional; la Asociación Intercultural de Parkdale; Referencia de información comunitaria de Parkdale; un programa de alfabetización para niños en edad preescolar «Read Together»; y un programa de alfabetización de adultos, Project Read (Project Read desarrolló su propia junta en 1980). Algunos de los programas para preescolares y adultos mayores iniciados por Cox se convirtieron en precursores de futuros servicios de la Biblioteca Pública de Toronto.
Sus servicios creativos en la sucursal de Parkdale se basaron en relaciones estrechas con la comunidad y tenían como objetivo mejorar las vidas de los grupos racializados y los recién llegados. Siguió contando historias como una parte importante de su mandato en la sucursal de Parkdale. Más de una vez, Cox ha señalado que la Biblioteca Pública de Toronto fue un entorno de apoyo para su carrera.
En 1983, fue miembro del Comité del Centenario del centenario de la Biblioteca Pública de Toronto. En 1992, Cox fue consultor del sistema de bibliotecas públicas de São Paulo, Brasil. Permaneció en Brasil durante tres semanas, tiempo durante el cual organizó un festival de narración de cuentos y habló ante grupos de trabajadores de la biblioteca. Cox recuerda que «pude asesorar, aprender mucho y valorar aún más lo que teníamos en casa».

### Enfoque a la biblioteconomía
Cox cree que las bibliotecas se tratan de comunidades y personas, no sólo de libros. Ha destacado que parte de la descripción de su trabajo en la Biblioteca Pública de Toronto era atender las necesidades de la comunidad. Para Cox son importantes conocer a la comunidad y hacer que la comunidad se apropie de los servicios. Les Fowlie, exbibliotecaria jefe de la Biblioteca Pública de Toronto, elogió a Cox: «no sólo es una de las bibliotecarias más distinguidas de Canadá, sino que comprende que un bibliotecario debe llegar a la comunidad para comprender y atender sus necesidades. Ella integró la biblioteca y la comunidad en su vida».
La narración de historias es otro aspecto esencial de las bibliotecas para Cox, quien ha afirmado que «el trabajo de un bibliotecario es compartir historias. Es una forma importante de vincular la palabra, el libro y las personas». De manera similar, Cox ha dicho que ser bibliotecaria infantil y ser narradora de cuentos son «sinónimos».

## Contar historias
Rita Cox se convirtió en miembro de la Orden de Canadá para la narración de cuentos y la alfabetización en 1997. Ella piensa en sí misma ante todo, una narradora: «la narración ha sido el ingrediente constante [...] en toda mi vida».
Además de contar historias en bibliotecas, Cox interpretó historias en giras profesionales y en otros lugares de América del Norte, el Caribe, Brasil y Europa. Cox se basa en su herencia trinitense con cuentos Anansi y cuentos populares caribeños. Ha actuado en escenarios, radio, televisión e incluso Zoom. También ha impartido talleres y clases universitarias sobre narración de cuentos.
Cox fue miembro fundador de la Asociación Nacional de Narradores Negros y fue miembro de la junta y copresidente de Storytellers School of Toronto.

### Festival de Cumbayah
El Festival de Cuentos y Herencia Negra de Cumbayah también fue fundado en parte por Cox. Desarrolló la idea con la narradora Mary Carter Smith mientras asistía a uno de los muchos festivales de narración negra en los Estados Unidos. El primero de estos festivales de Toronto se celebró en 1984 y hubo al menos otros dos, en 1987 y 1990. Abarcaban narración de cuentos, música, danza, poesía y teatro. El primer evento coincidió con el bicentenario de Ontario y se llevó a cabo en tres lugares que eran paradas del ferrocarril subterráneo: Toronto, Windsor y St. Catherines. Para este evento de 1984, la mentora de Cox de la Biblioteca Pública de Nueva York, Augusta Baker, fue invitada a pronunciar un discurso de apertura. Algunos de los eventos se llevaron a cabo en la sucursal Parkdale de la Biblioteca Pública de Toronto, mientras que otros se llevaron a cabo en 44 escuelas de Toronto.

### Álbum
En 2021, Cox lanzó su primer álbum de narración Wit and Wisdom: Anansi Tales and Other Stories a través de la organización sin fines de lucro Storytellers of Canada.

### Enfoque a la narración
Cox enfatiza la estrecha conexión del narrador con la historia. En sus palabras, «Sólo puedes contar una historia que te pertenece. [...] Incluso si proviene de una fuente diferente, tienes que hacer tuya una historia para poder compartirla». Ella piensa en las historias como «música con un suave eco» entre el narrador y el oyente, donde el oyente forma una versión de la historia en su propia mente. Su entrega implica una cadencia rítmica y grandes pausas.
Para Cox, contar historias es más que entretenimiento: «Utilizo mi narración para construir puentes, como un vínculo, una herramienta de enseñanza, un rompehielos, tanto con niños como con adultos». Según Cox, que nos cuenten historias es una «herramienta esencial» para desarrollar la alfabetización.
Las historias también son «vitales» para revelar cuán similares son los humanos entre sí, en opinión de Cox. Era conocida por modificar historias según los antecedentes culturales de su audiencia. Combina historias de una tradición de Trinidad con historias de todo el mundo y señala las similitudes de historias entre culturas. Al mismo tiempo, enfatiza la importancia de contar historias en un contexto poscolonial. Por ejemplo, ha observado que las historias de Anansi «a menudo son una expresión de algo más profundo... cómo el hombre negro sobrevivió en el nuevo mundo». También siente la responsabilidad de compartir historias para sostener diversas culturas.

## Otros trabajos
Cox fue miembro fundador del Comité del Centenario del Caribe, que organizó el festival Caribana de Toronto en 1967. Ella se ofreció como voluntaria en el primer festival. Más tarde, afirmó que el festival «cambió Toronto [...] realmente mostró a todos el significado del multiculturalismo». Cox fue nombrado miembro del Comité de Gestión del Festival después del festival de 2006 y luego nuevamente en 2016.
Cox también fue autor de varios cuentos y un libro para niños. Su libro infantil, How Trouble Made the Monkey Eat Pepper (1977), es un cuento popular de las Indias Occidentales ilustrado por Roy Cross. Una breve reseña del libro en The Globe and Mail fue negativa pero elogió el final. Otra breve reseña en Enviro New Express fue mixta, con críticas a las ilustraciones en blanco y negro.
Escribió un folleto sobre servicios bibliotecarios para niños, Multicultural Programming (1989), como parte de una serie de la Asociación Canadiense de Bibliotecas.
Antes y después de su jubilación, Cox participó en la vida cívica uniéndose a una variedad de juntas y comités de organizaciones locales (por ejemplo, miembro original de la junta directiva del Centro de Ayuda Legal de Parkdale) y organizaciones provinciales (por ejemplo, el Consejo Asesor sobre Multiculturalismo de Ontario de 1979 a 1986; el Consejo Asesor sobre Multiculturalismo de Ontario de 1979 a 1986; Junta Directiva del Arts Council de 2004 a 2010).
Entre 1991 y 2001, Cox creó e impartió un curso «Literatura infantil, una perspectiva intercultural» en la Universidad de York.
En 2000 fue nombrada jueza de ciudadanía.

## Legado
Cox vive en el barrio de Swansea en Toronto. Una colección de biblioteca, un parque y una escuela llevan su nombre en su honor en Toronto. El proyecto «Unveiling Heroes of the Block» del Black Speculative Arts Movement (BSAM) de Canadá presentó un retrato estilizado de Cox creado en 2021.

### Colección de libros
Cox y sus colegas de la biblioteca iniciaron una colección de libros de las Indias Occidentales en la sucursal de Parkdale de la Biblioteca Pública de Toronto en 1973. En 2006, pasó a llamarse «Colección de la herencia negra y caribeña de Rita Cox». Cox empezó «desde cero» y superó el desafío de adquirir libros de fuentes internacionales, lo que no era un proceso estándar para la biblioteca. Incluso compraba libros cuando viajaba.
La colección cuenta ahora con alrededor de 20 000 artículos para niños, adolescentes y adultos en varios formatos. Los artículos de la colección se pueden pedir prestados en cuatro sucursales: Parkdale, Malvern, Maria A. Shchuka y York Woods. Según la Biblioteca Pública de Toronto, es «una de las colecciones de herencia negra y caribeña más importantes de Canadá».
La colección sirvió como punto de partida para programación cultural, como lanzamientos de libros para escritores canadienses caribeños, lo que convirtió a Parkdale en un centro para la cultura caribeña en Toronto.
Se creó un retrato en collage estilizado de Cox para celebrar el 50 aniversario de la colección en 2023.

### Nombres de parque y escuela
En 2008, se inauguró un parque que lleva el nombre de Cox. El parque Rita Cox está ubicado en 14 Machells Avenue en Toronto.
En 2022, una escuela en el vecindario de Parkdale en Toronto pasó a llamarse «Dr. Rita Cox - Escuela pública Kina Minogok», en honor a Cox y una frase indígena. Establecida en 1887, la escuela se llamaba anteriormente «Escuela Pública Reina Victoria». El cambio de nombre fue provocado por un deseo de descolonización. La comunidad presentó más de 150 nombres para su consideración.

## Premios y honores
- Premio al Cumpleaños de Canadá (1982) [14]
- Premio Bicentenario de Ontario (1984) [14]
- Premio al Servicio Público de la Asociación Canadiense de Bibliotecas (1986) [15]
- Premio al logro negro (1986) [15]
- Premio al Mérito de la Ciudad de Toronto (1987) [9]
- Premio Kay Livingstone del Congreso de Mujeres Negras [14]
- Beca de reconocimiento de artes populares de Ontario para narración de cuentos (1991) [14] [38]
- Premio del Gremio de Servicios Infantiles de la Asociación de Bibliotecas de Ontario (1992) [14]
- Medalla Conmemorativa del Gobernador General (1992) [39]
- Doctorado honorario de la Universidad de York (1993) [20]
- Doctorado honorario de la Universidad Wilfrid Laurier (1994) [20]
- Premio Gardiner (1994) [14]
- Premio de bibliotecarios de Trinidad y Tobago a la orientación profesional (1994) [14]
- Premio al logro negro (1995) [5]
- Homenaje multipágina en el diario La Cámara del Caribe (1995) [13]
- Miembro de la Orden de Canadá por su destacada labor en narración y alfabetización (1997) [15]
- Premio African Canadian Lifetime Award, contribución destacada a la comunidad de la revista Pride (2010) [33]
- Homenajeada de las 100 mujeres canadienses negras destacadas (2016) [2]
- Premio a la Trayectoria de la Organización de Turismo del Caribe (2019) [15]